# Les Rêpes
 (mars 2025).
Motif : quelle est la notoriété de ce quartier ?
- Archive Wikiwix
- Bing
- Cairn
- DuckDuckGo
- E. Universalis
- Gallica
- Google
- G. Books
- G. News
- G. Scholar
- Persée
- Qwant
- (zh) Baidu
- (ru) Yandex
- (wd) trouver des œuvres sur Wikidata

| 1. | Préciser le motif de la pose du bandeau. | Précisez le motif de la pose du bandeau en utilisant la syntaxe suivante : {{admissibilité à vérifier\|date=avril 2025\|motif=remplacez ce texte par le motif}}                |
| 2. | Informer les utilisateurs concernés.     | Pensez à avertir le créateur de l'article, par exemple, en insérant le code ci-dessous sur sa page de discussion : {{subst:avertissement admissibilité à vérifier\|Les Rêpes}} |

Les Rêpes est un quartier du nord de Vesoul construit entre 1956 et 1961, faisant partie du canton de Vesoul-2. Le quartier se compose d'une zone résidentielle et d'une zone industrielle.
Autrefois, l'actuel quartier des Rêpes était un simple hameau, composé principalement de fermes, proche du bourg de Vesoul. Au XVIIIe siècle, le hameau est reconnu, grâce à ses eaux minérales. Un hippodrome a également existé.
Plusieurs institutions départementales sont implantées dans le quartier, comme la direction départementale de l'Équipement et l'Association Haut-Saônoise pour la Sauvegarde de l'Enfant à l'Adulte.
En 2009, le quartier comptait 1 221 habitants, alors qu'il en totalisait environ 3 000 en 1963. Ses habitants sont appelés les Rêpois. Il est réuni avec Montmarin pour former un quartier prioritaire.

## Géographie

### Localisation
Le quartier se situe à l'extrême nord-est de Vesoul à côté de la zone industrielle des Rêpes. Le quartier des Rêpes se situe au nord du quartier du Montmarin.
Tout le quartier repose sur des schistes bitumineux du Toarcien inférieur excepté le nord des Rêpes qui est caractérisé par des limons du Cénozoïque et légèrement l'Est qui est constitué d'alluvions fluviatiles de l'Holocène, dû à la présence du Durgeon.
L'altitude du quartier est entre 220 mètres et 240 mètres, soit 230 mètres en moyenne.

### Rues du quartier
Les Rêpes comptent environ une quarantaine de voies.
- Rue de Pontarcher
- Rue de Biankouma-et-Sipilou
- Rue Magot
- Rue Jules-Alexis-Muenier
- Route de Saint-Loup
- Rue Marcodey
- Rue de la 1ère-Division-Française-Libre
- Rue de la Paix
- Rue de la Marne
- Avenue des Rêpes
- Rue des Fleurs
- Rue des Violettes
- Rue de la Pépinière
- Rue des Marronniers
- Rue des Bouleaux
- Rue des Sorbiers
- Rue des Acacias
- Rue des Tilleuls
- Rue des Tulipiers
- Rue des Myosotis
- Rue des Prunus
- Rue du Grand-Chanois
- Rue des Glycines
- Rue des Lilas
- Rue des Roses
- Rue Lucienne-Weil
- Rue des Pâquerettes
- Rue des Jardins
- Rue des Bignones
- Rue des Géraniums
- Rue Louis-Ampère
- Rue Édouard-Branly
- Rue de l'Industrie
- Rue du Petit-Chanois
- Rue du Champ-de-Course
- Rue Claude-Bernard
- Rue du Maréchal-Juin
- Rue René Pataille

## Histoire

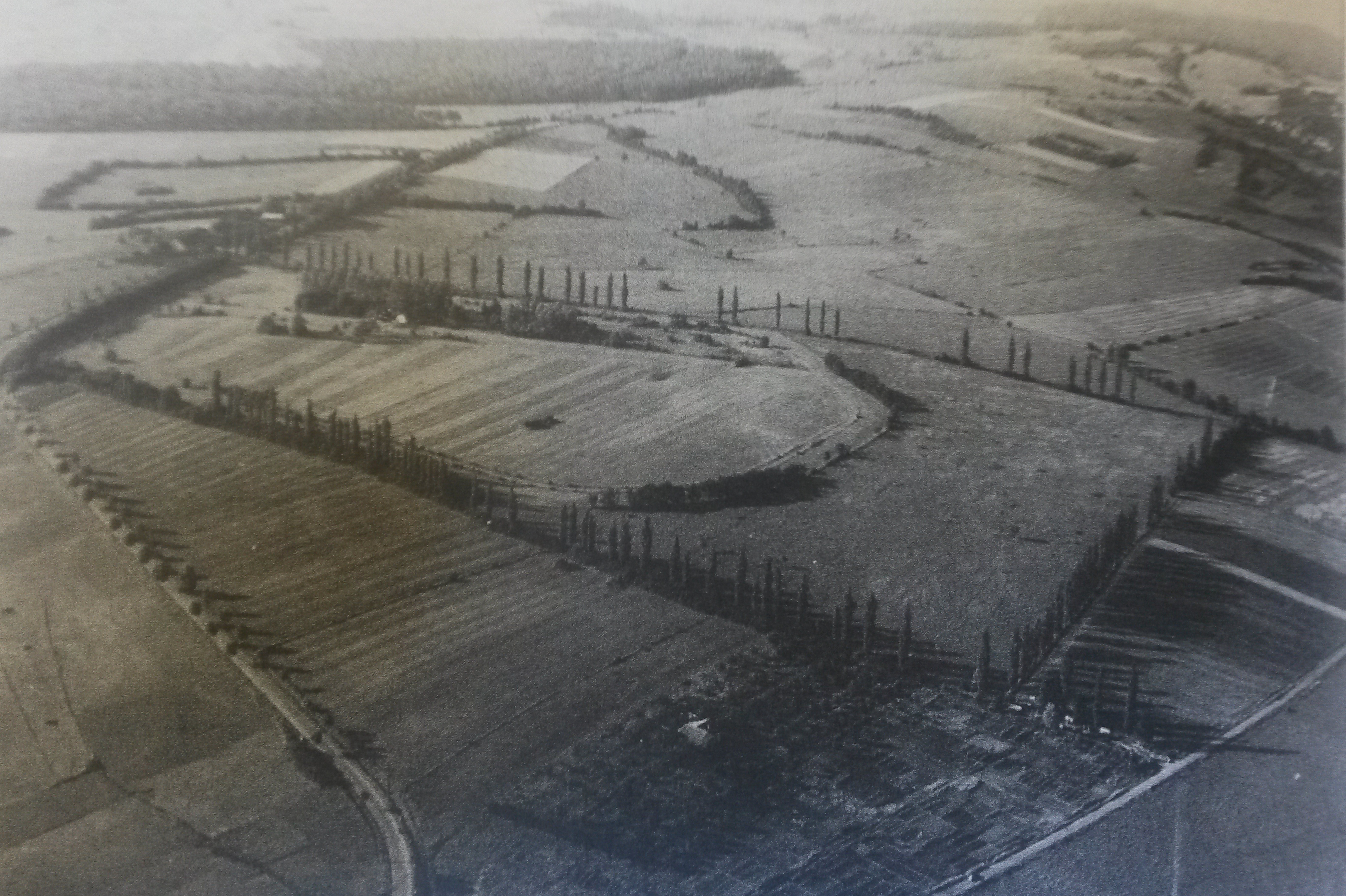
Vue de la zone avant l'urbanisation

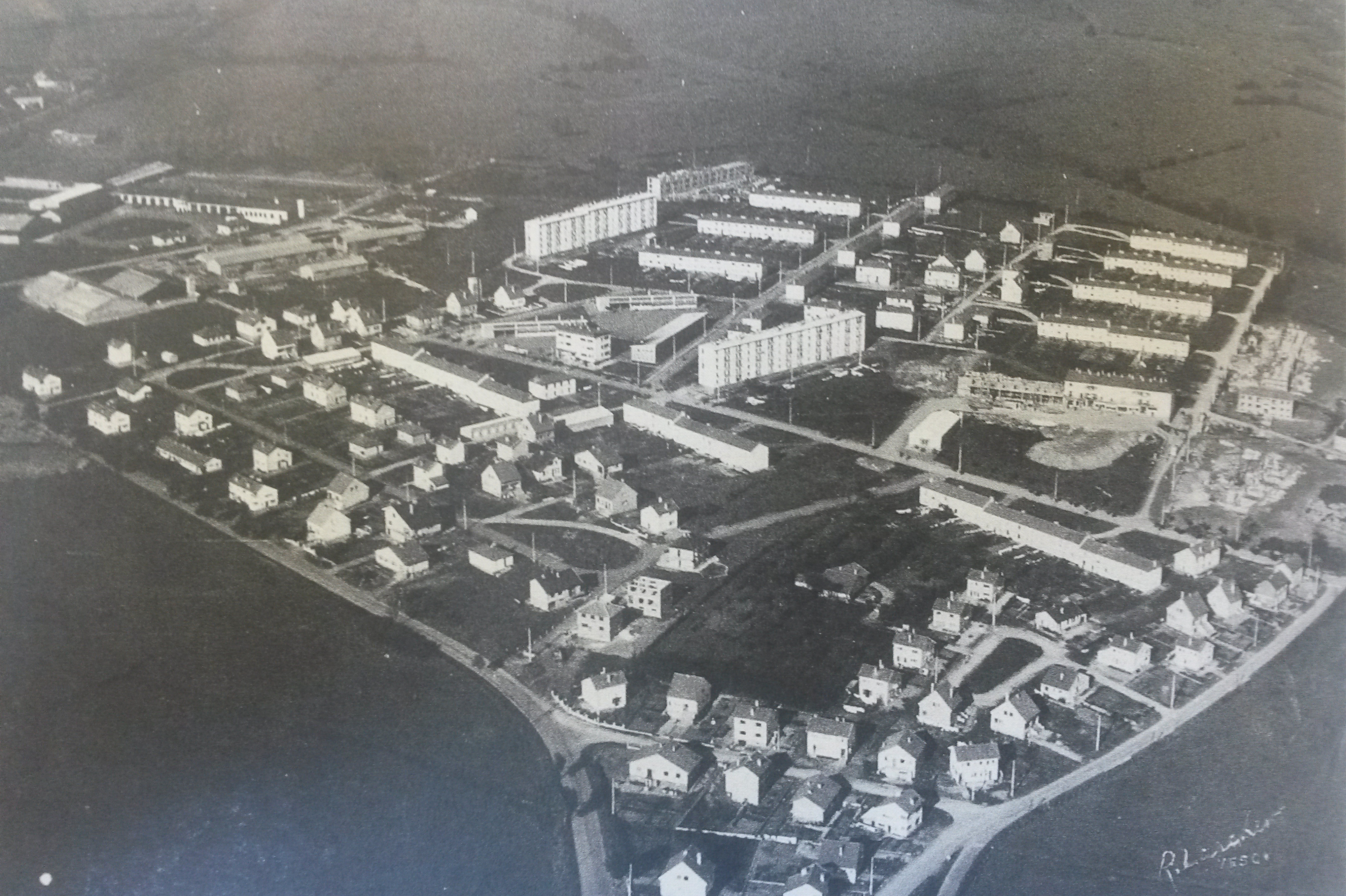
Vue du quartier après son urbanisation

### Moyen Âge
Le nom des Rêpes est mentionné dans les écrits concernant l'histoire de Vesoul, comme étant une zone relativement plate par rapport à l'extrémité de la ville, le sud, qui regorge de plateaux et de camps. Au Moyen Âge, lorsque les inondations apparaissaient sur le territoire de la commune, dues à la montée du Durgeon et du Font de Champdamoy, un lac se formait laissant apparaître juste la colline de la Motte. Pour alors accéder à la Motte, l'accès au quartier des Rêpes était obligatoire car c'était souvent la seule zone qui restait sèche. La zone fait alors ressembler à la Motte à une presqu'île en raison de son unique voie d'accès.

### Époque contemporaine
Au XVIIIe siècle, le quartier des Rêpes, qui n'est d'ailleurs encore pas un quartier de Vesoul, mais un hameau situé très proche de la cité vésulienne, connait une notoriété grâce aux eau minérale des Rêpes. Cette notoriété se prouvera par la suite dans plusieurs ouvrages d'auteurs qui décrivent amplement l'histoire et l'analyse des eaux minérales des Rêpes.
De 1904 à 1913, un champ de courses de chevaux, l'Hippodrome de Vesoul - Les Rêpes, est aménagé.
C'est entre 1956 et 1961 que le quartier des Rêpes s'urbanisa. En effet, à Noël 1956, existaient déjà plusieurs rues non goudronnées et un grand immeuble appelé "Bloc Million" au motif qu'un million représentait le prix d'un appartement à l'époque. La population immigrée est devenue très nombreuse au fil des années de peuplement. Plusieurs projets ont été réalisés : l’école maternelle Jean-Morel a été totalement rénovée. Un boulodrome couvert a été construit au complexe sportif Pontarcher. Des travaux de rénovation de la zone industrielle ont été engagés par l'agglomération. L’aire d’accueil a été modernisée pour offrir aux gens du voyage de bonnes conditions de stationnement. À cette liste de travaux s’ajoute la place du Commerce, dont la profonde requalification lui permet de réaffirmer pleinement son rôle de lieu de vie pour les Rêpes. Les travaux, démarrés en novembre 2006 et terminés en novembre 2008 avec la mise en place de la statue, ont permis de redynamiser le commerce de proximité en offrant une image beaucoup plus attractive. Le cadre de vie des habitants a lui aussi connu une nette amélioration, notamment grâce à un espace public adapté aux besoins (sécurisation des déplacements piétons, réorganisation du stationnement, requalification et création d’espaces verts, accessibilité des pieds d’immeubles…). Enfin, le carillon du quartier est désormais abrité par un nouveau campanile de 12 mètres de haut illuminé la nuit.

## Population et société

### Enseignement
Le quartier des Rêpes totalise 2 écoles : l'école maternelle Jean-Morel et l'école élémentaire Rêpes Sud. Il est à noter que le collège Jacques-Brel et le lycée Pontarcher se trouve non loin du quartier.
En 1982-1983, une ZEP est créée dans les quartiers Nord de Vesoul. Elle réunit les quartiers du Montmarin et des Rêpes. La zone comprend trois écoles maternelles (Saint Exupéry, Montmarin II et Jean-Morel), une école d’application, deux écoles primaires d’application (Repes Sud et Pablo-Picasso) et un collège (Jacques-Brel). Au total, 1300 élèves sont scolarisés dans les établissements scolaires du quartier du Montmarin et des Rêpes ce qui représente environ 15 % des écoliers et des étudiants de la ville.

### Sport
Outre sa zone résidentielle, le quartier possède un grand complexe sportif situé dans le secteur du Pontarcher à côté du Montmarin.
Le complexe comporte : un boulodrome, une piscine, une salle de musculation, un terrain de rugby, un terrain de football stabilisé et un gymnase pour la pratique du futsal, de la lutte olympique.
Une course cycliste se déroule dans le quartier depuis 1997 : le Prix des Rêpes organisé notamment par le Club Cycliste du Pays de Vesoul Haute-Saône.

### Sociologie
| Chiffres 2009                                                                                  | Rêpes  | Agglomération de Vesoul |
| ---------------------------------------------------------------------------------------------- | ------ | ----------------------- |
| Démographie                                                                                    |        |                         |
| Population des ménages fin 2009                                                                | 1 221  | 28 370                  |
| Évolution relative de la population des ménages de fin 2007 à fin 2009                         | 2.0 %  | 1.3 %                   |
| Revenu par unité de consommation médian 2009                                                   | 12 231 | 17 536                  |
| Évolution relative du revenu par unité de consommation médian 2007-2009                        | 3.2 %  | 3.9 %                   |
| Premier quartile du revenu par unité de consommation 2009                                      | 7 269  | 10 943                  |
| Évolution relative du premier quartile du revenu par unité de consommation 2007-2009           | -6.2 % | n.d.                    |
| Troisième quartile du revenu par unité de consommation 2009                                    | 17 343 | 24 818                  |
| Évolution relative du troisième quartile du revenu par unité de consommation 2007-2009         | 5.5 %  | 4.1 %                   |
| Indicateur de dispersion du revenu par unité de consommation 2009                              | 82.4 % | 79.1 %                  |
| Évolution relative de l'indicateur de dispersion du revenu par unité de consommation 2007-2009 | 12.3 % | 3.5 %                   |
| Part de la population à bas revenus 2009                                                       | 18.0 % | 10.0 %                  |
| Évolution relative de la part de la population à bas revenus 2007-2009                         | 15.6 % | 10.8 %                  |
| Indicateur de jeunesse fin 2008                                                                | 0.9    | 1.1                     |
| Part des jeunes adultes sans diplôme de niveau au moins égal au baccalauréat début 2007        | 65.7 % | 50.0 %                  |
| Logement                                                                                       |        |                         |
| Part des ménages d'au moins 6 personnes fin 2009                                               | 3.1 %  | 1.5 %                   |
| Surface du logement (en mètres carrés) par personne 2009                                       | 32.0   | 42.4                    |
| Indicateur de monoparentalité avec jeunes enfants fin 2009                                     | 4.4 %  | 4.0 %                   |
| Part des ménages locataires fin 2009                                                           | 65.3 % | 51.9 %                  |
| Part des ménages locataires en HLM fin 2009                                                    | 58.2 % | 26.0 %                  |
| Part des ménages installés depuis moins de 5 ans fin 2009                                      | 42.9 % | 50.3 %                  |
| Part des ménages concernés par une allocation chômage 2009                                     | 20.9 % | 15.1 %                  |
| Évolution relative de la part des ménages concernés par une allocation chômage 2007-2009       | 19.0 % | 6.4 %                   |
| Part des employés et ouvriers dans la population active occupée début 2007                     | 85.6 % | 63.5 %                  |
| Indicateur de comparaison de revenu avec le voisinage 2009                                     | 1.56 % | n.d.                    |

## Culture et patrimoine

### Monuments
Le quartier dispose de plusieurs monuments religieux. Édifié pendant la deuxième moitié du XXe siècle, l'église Saint-Joseph est un lieu de culte catholique qui fait partie du doyenné des Plateaux de Vesoul. De plus, le quartier compte une salle du Royaume des Témoins de Jéhovah, rue du Grand-Chanois.
Une statue hippique nommée l'Élan du cheval a été inaugurée le 8 novembre 2008, par Alain Joyandet. Elle fut construite par le sculpteur franc-comtois, Bernard Jobin. Située sur la place du commerce, la statue a une hauteur de 1,75 mètre et repose sur un socle de 1,10 mètre. Cette statue rend hommage au passé du quartier, qui était lieux de course de chevaux.

### Personnalités liées au quartier

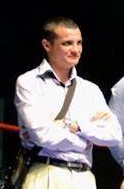
Frédéric Tripp

- Francis Tripp, boxeur professionnel, champion de France amateur des poids plumes en 1978 et des poids légers en 1981, résida avenue des Rêpes.
- Frédéric Tripp, boxeur professionnel, fils du précédent, champion de France des super-légers en 1998, résida rue des Jonquilles.